# Cantacorbs (Cornudella de Montsant)
Cantacorbs és una muntanya de 922 metres que es troba al municipi de Cornudella de Montsant, a la comarca catalana del Priorat.